# Ali Hammoutène
Pour les articles homonymes, voir Hammoutène.
Ali Hammoutène est un inspecteur de l'Éducation nationale et directeur adjoint des Centres sociaux éducatifs d'Algérie né le 16 décembre 1917 à Tizi Ouzou en Kabylie et mort victime de l'assassinat de Château-Royal perpétré le 15 mars 1962 par un commando Delta de l'Organisation armée secrète (OAS). 

## Biographie
Éducateur de valeur, nationaliste et militant pour l'indépendance de l'Algérie et pour l'émancipation de la jeunesse algérienne, il pénétra, dès 1939, alors qu'il était instituteur, les milieux politiques pour adhérer d'abord au PPA puis au Front de libération nationale. Appréhendé à plusieurs reprises par les autorités militaires françaises, une mesure d'interdiction fut prise contre lui pour atteinte à la sûreté de l'État français. Il dut alors quitter Tizi-Ouzou, pour s'installer avec sa famille à Alger où il sera abattu le 15 mars 1962, quatre jours avant la signature des accords d'Évian en compagnie de cinq de ses collègues des Centres Sociaux éducatifs d'Algérie, lors de l'assassinat de Château-Royal. Il est enterré au cimetière de Tizi Ouzou.
L'été 1956, il écrivait : « Sur cette terre algérienne où se dresse toujours sanglante l'ombre hideuse du colonialisme, reverrons nous un jour la paix et la fraternité ? » Quatre jours après son assassinat, sonnait le glas de la fin de l'empire colonial et la fin de l'une des plus sanglantes guerres de libération nationale de l'histoire contemporaine. À Tizi-Ouzou, le jour même, on enterrait Ali Hammoutène au carré familial du petit cimetière.
Témoin lucide de la guerre d'Algérie, militant d'une Algérie libre au sein des nations libres, il voulait d'une école algérienne qui soit source d'émancipation, de progrès et de développement. Il a laissé ses réflexions, regroupées dans un livre posthume intitulé Réflexions sur la guerre d'Algérie (Publisud - Sned) 
Tahar Absi (professeur à l'Université d'Alger) était son élève à Adeni, il disait de lui en mars 2012 à la Maison de la culture Mouloud-Mammeri de Tizi Ouzou à l’occasion de la commémoration du cinquantième anniversaire de son assassinat  «En plus d’enseigner, il créait une ambiance de travail qui rassurait les plus chétifs et les plus pauvres, en encourageant les plus faibles, en se servant des maigres moyens disponibles, il sentait bien que les enfants avaient besoin d’apprendre mais aussi de manger, il milita pour la mise en place d’une modeste cantine scolaire.» 